# Moovweb
Moovweb — хмарна платформа, що оптимізує вебсайти для мобільних пристроїв за допомогою адаптивного вебдизайну і вебтехнологій: CSS3, HTML5 і javascript. Компанію засновано 2009 року Аджаєм Капуром з $700,000 інвестицій, вкладених Енді Бехтольшеймом, з того часу компанія залучила $16,7 млн венчурного фінансування.
Moovweb використовується такими компаніями, як Macy's, AIG, Kaiser, McKesson, Fairmont.

## Принцип роботи
Створнення адаптивних версій сторінок, яке розроблене Moovweb, працює через створення HTML5-коду для мобільних пристроїв за допомогою хмарної платформи, а не через звичайні сервери.